# Піорія (Оклахома)
Піорія (англ. Peoria) — місто (англ. town) в США, в окрузі Оттава штату Оклахома. Населення — 126 осіб (2020).

## Географія
Піорія розташована за координатами 36°54′55″ пн. ш. 94°40′11″ зх. д. / 36.91528° пн. ш. 94.66972° зх. д. (36.915242, -94.669808).  За даними Бюро перепису населення США в 2010 році місто мало площу 0,56 км², уся площа — суходіл.

## Демографія
Згідно з переписом 2010 року, у місті мешкали 132 особи в 51 домогосподарстві у складі 34 родин. Густота населення становила 238 осіб/км².  Було 62 помешкання (112/км²).
Расовий склад населення:
| - 74,2 % — білих - 15,9 % — корінних американців - 4,5 % — осіб інших рас |

До двох чи більше рас належало 5,3 %. Частка іспаномовних становила 5,3 % від усіх жителів.
За віковим діапазоном населення розподілялося таким чином: 23,5 % — особи молодші 18 років, 56,8 % — особи у віці 18—64 років, 19,7 % — особи у віці 65 років та старші. Медіана віку мешканця становила 42,0 року. На 100 осіб жіночої статі у місті припадало 91,3 чоловіків;  на 100 жінок у віці від 18 років та старших — 90,6 чоловіків також старших 18 років.
Середній дохід на одне домашнє господарство  становив 35 119 доларів США (медіана — 26 500), а середній дохід на одну сім'ю — 44 406 доларів (медіана — 37 083). За межею бідності перебувало 28,0 % осіб, у тому числі 58,3 % дітей у віці до 18 років та 18,5 % осіб у віці 65 років та старших.
Цивільне працевлаштоване населення становило 38 осіб. Основні галузі зайнятості: виробництво — 34,2 %, мистецтво, розваги та відпочинок — 21,1 %, транспорт — 13,2 %, освіта, охорона здоров'я та соціальна допомога — 10,5 %.